# Sentados frente al mar
Sentados frente al mar —también conocida como Estatua de los enamorados— es una escultura chilena ubicada en la ciudad de Puerto Montt. La obra, del artista Robinson Barría, retrata a una pareja abrazada y sentada, mirando el seno de Reloncaví. Está inspirada en la canción «Puerto Montt» del grupo uruguayo Los Iracundos y fue inaugurada el 14 de febrero de 2002.
Desde su creación, ha sido criticada por su fisionomía y valor estético, al mismo tiempo que se ha convertido en un hito urbano de la ciudad.

## Antecedentes
La obra fue concebida el año 1996 por el escultor puertovarino Robinson Barría, quien se inspiró en el hecho de que durante un breve tiempo que vivió en Ecuador y en otros viajes al extranjero, le preguntaban si Puerto Montt era la misma ciudad de la canción «Puerto Montt» del grupo uruguayo Los Iracundos, cuyos versos iniciales dicen: «Sentados frente al mar / mil besos yo le di». Barría la presentó al municipio en abril de ese año y la idea original era que el costo de la obra —10 millones de pesos— se financiara con aportes privados y de la ciudadanía.
El financiamiento recién llegó en 2001, gracias a un aporte privado a través de la Ley de Donaciones Culturales. A su vez, la administración del alcalde Rabindranath Quinteros en ese tiempo enmarcó el proyecto dentro de un plan de hermoseamiento de la costanera de la ciudad que incluía la mejora de instalaciones en Angelmó, nuevas áreas verdes, iluminación ornamental y la instalación de una fuente frente a la plaza de Armas.

### Construcción
Los trabajos de construcción se iniciaron a mediados de noviembre de 2001, para los cuales Barría contó con la ayuda de la Dirección de Vialidad del Ministerio de Obras Públicas. La obra gruesa —el esculpido de la pareja— recién comenzó después de Año Nuevo. La escultura se inauguró tres meses después de iniciadas las labores, el 14 de febrero de 2002, con fuegos artificiales y un espectáculo musical que contó con la presentación de Los Iracundos.

## Obra
La obra se encuentra instalada en avenida Diego Portales —costanera de la ciudad— entre las calles Pedro Montt y Guillermo Gallardo. Tiene seis metros de altura —el diseño original era de cuatro metros— y fue elaborada con la técnica de ferrocemento: esqueleto de hierro y malla de alambre cubiertos de cemento, más pigmentos de colores y preservantes. Originalmente, la pareja estaba sentada sobre una estructura de hormigón de aproximadamente dos metros de altura que simulaba un banco, con escalones que permiten a los espectadores subirse a ella. Esta estructura, que era parte de la escultura, fue modificada sustancialmente en 2021-22 —en el marco de las obras del nuevo Parque Costanera de Puerto Montt—, sin que se consultara a Robinson Barría. Los colores de la estatua, en tanto, fueron restaurados en febrero de 2023 por la agrupación de muralistas y grafiteros Surpinta, oriundos de la ciudad, trabajo que sí contó con el beneplácito de Barría.

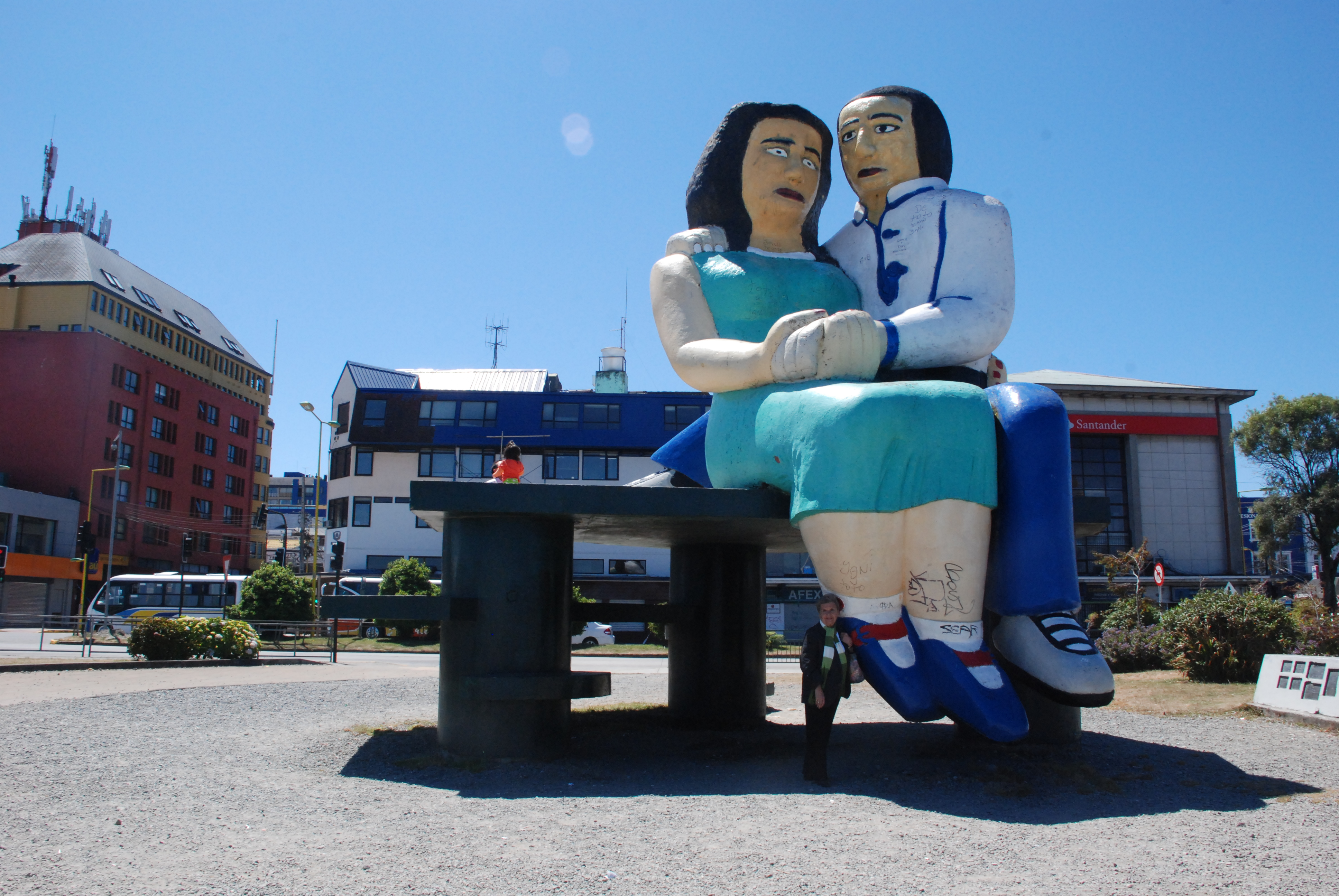
Estatua en 2013, con su base y colores antiguos.

## Impacto cultural
Desde su estreno, la escultura ha generado controversia en la ciudad por su fisonomía y valor estético. El propio autor, en una entrevista de 2011, reconoció que su «tozudez» por inaugurar la obra en el día de San Valentín —a pesar de que el alcalde le había propuesto atrasar la fecha— lo llevó a estrenar una escultura inconclusa, distinta a su diseño original:

La idea fue inaugurarla un 14 de febrero, sin embargo, el financiamiento empezó a llegar a fines de octubre, entonces se me acortó el periodo para hacerla, y con tan mala suerte que la persona que contraté para que me hiciera los moldajes para la plataforma se demoró un mes más de lo acordado. Recién me los entregó antes de Año Nuevo, por lo que solo tuve un mes y un par de días para hacer «Sentados frente al mar».
Robinson Barría, 20 de febrero de 2011 (El Llanquihue).

En la misma entrevista agregó: «No puedo estar contento porque me salió un hijo deforme y en ese sentido hay una pena, pero lo acepto, y hasta que él muera lo aceptaré».
A pesar de las críticas, la obra se ha convertido en uno de los lugares más fotografiados de la ciudad y ha sido representada en numerosos productos locales como ícono turístico, por lo que se ha convertido en un símbolo de Puerto Montt. Asimismo, durante su existencia ha sido intervenida en diversas ocasiones para expresar causas políticas o culturales. En 2011, por  ejemplo, la pareja fue «encapuchada» en señal de apoyo a la movilización estudiantil chilena de ese año, mientras que en marzo de 2019 fue intervenida con pañoletas en favor del Día Internacional de la Mujer. En octubre de 2019, en tanto, los rostros fueron pintados de rojo —para simular pañoletas— en apoyo al estallido social.
La escultura también ha sido reconocida en el extranjero. En 2013 el periódico argentino Diario de Cuyo la agregó a una lista de «rincones para enamorados», mientras que en 2016 la agencia de noticias rusa Sputnik la incluyó en una lista de los monumentos más «raros» de América del Sur.
En 2018, se «viralizó» en redes sociales un disfraz de la estatua para la fiesta de Halloween.

### Consulta ciudadana
Una consulta ciudadana realizada en agosto de 2019 determinó que la escultura se mantenga en su actual ubicación, luego de que el Ministerio de Vivienda y Urbanismo propusiera trasladarla a isla Tenglo o removerla de su lugar para la futura remodelación de la costanera de la ciudad. Votaron más de 48 000 personas de manera presencial y en línea: el 64,6 % optó por que la escultura se mantenga en su actual ubicación, mientras que el 33 % de los votos fue de habitantes de Puerto Montt. De todas formas, con la remodelación de la costanera se mejorará el entorno de la escultura.
Después de conocidos los resultados, su creador Robinson Barría se mostró satisfecho con el apoyo a su obra: «Nunca estuve conforme con la forma, con la figura, con el resultado. Pero es gracias a eso que tenemos este fenómeno hoy día. Frente a eso, no puedo hacer nada, se escapó de mis manos», manifestó. También descartó modificar la escultura, «porque (las obras) son queridas y validadas artísticamente como son».